# Fântânele-Rus, Sălaj
Fântânele-Rus (în trecut Iapa ) este un sat în comuna Rus din județul Sălaj, Transilvania, România.

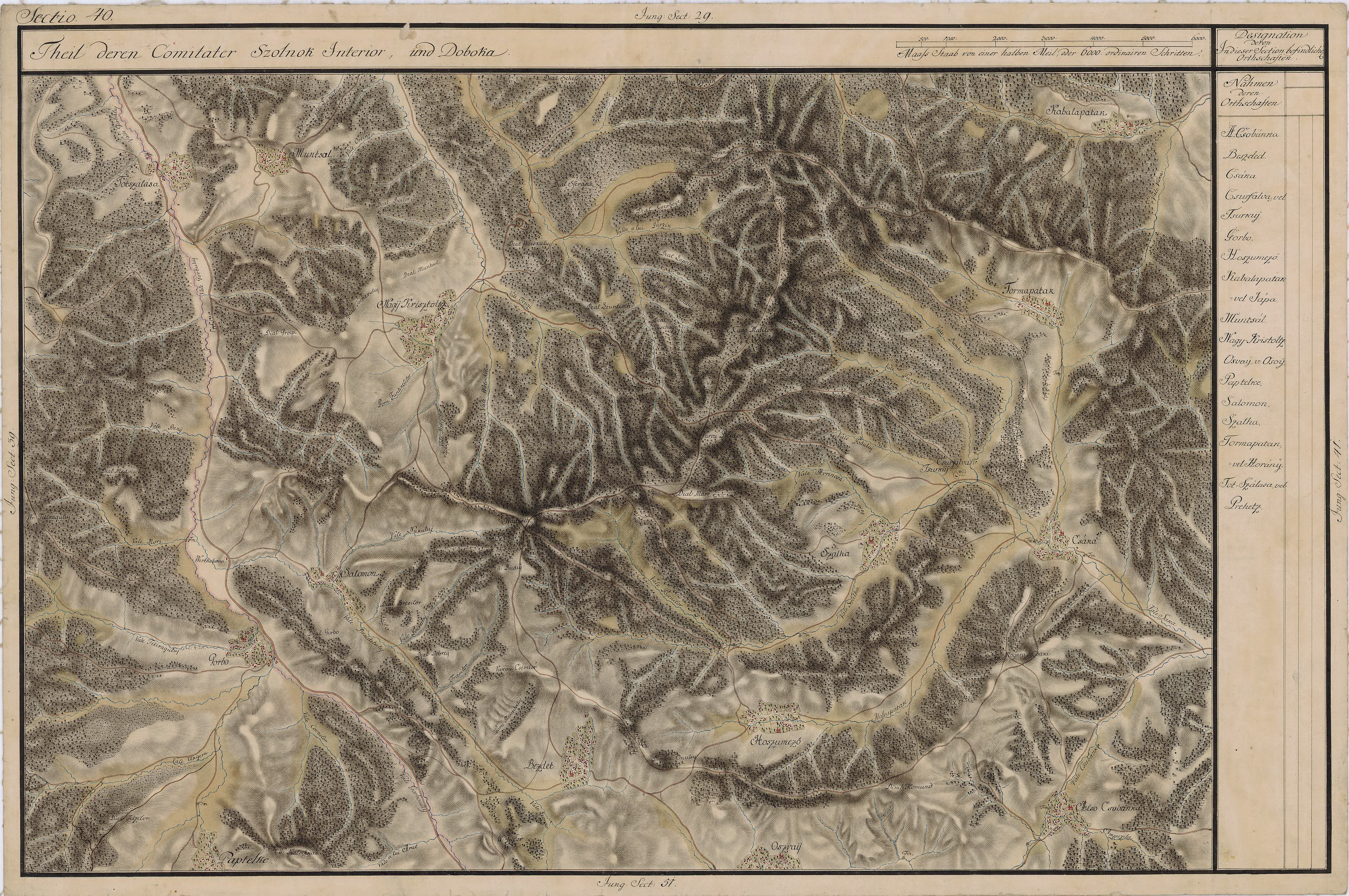
Fântânele-Rus în Harta Iosefină a Transilvaniei, 1769-1773